# Пам'ятна медаль вступу в дію імператорської конституції
Пам'ятна медаль на честь набуття чинності імператорської конституції — медаль Японської імперії.

## Історія
Медаль була заснована імператорським едиктом №103 від 3 серпня 1889 року. Перша не військова медаль Японської імперії. Медаллю із золота нагороджувалися лише принци, зі срібла — решта, зазначені в едикті.

## Опис
Едикт з описом медалі:
«Перше. Пам'ятні медалі на честь набуття чинності імператорської конституції Великої японської імперії виготовляються із золота та срібла.
Друге. Медаллю нагороджуються імператорські принци та інші персони нижчих рангів, за винятком осіб, які мають ранг «ханнін» (державний чиновник низького класу), і нижче за нього. Медалі вручаються тим, хто мав відношення до цієї події.
Третє. Медаль має круглу форму, її діаметр 9 бу (27 мм). Виготовлена із золота або срібла. На аверсі зображено герб хризантеми, імператорський трон та вищий Орден хризантеми з ланцюгом. На звороті — напис «Пам'ятна медаль на честь набуття чинності імператорської конституції Великої японської імперії, 11-й день. 2-й місяць 22-го року Мейдзі (11 лютого 1889)», кільце, що з'єднує стрічку з медальйоном, зроблено зі срібла або золота відповідно. Ширина стрічки — 1 сун і 2 бу (36 мм) Колір — такий же, як у стрічки ордена Вранішнього сонця з квітами павловнії.
Четверте. Медаль призначається для того, хто нею нагороджений, носиться ним протягом усього життя. Може бути збережена у його нащадків, як це зазначено в едикті №63 від 1881 р., медаль носиться на стрічці, на лівій стороні грудей, ліворуч від орденів четвертої і нижче ступенів і правіше медалей за військові кампанії та заслуги.».
За едиктом медаль мала діаметр 27 мм, насправді — 30 мм.
Стрічка медалі з червоного шовку муарового, з двох сторін — дві білі смужки по 5 мм кожна, що відступають на 1 мм від країв.
Футляр медалі покритий чорним лаком, виготовлявся з японської магнолії хоноки. На кришці футляра намальована золота рамка, а в ній золота шістнадцятилистна квітка хризантеми.

## Галерея

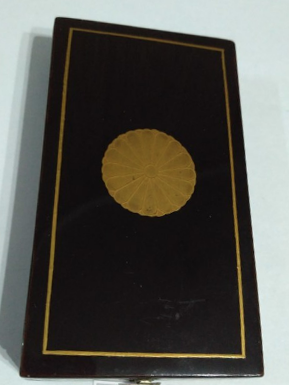
Футляр медалі
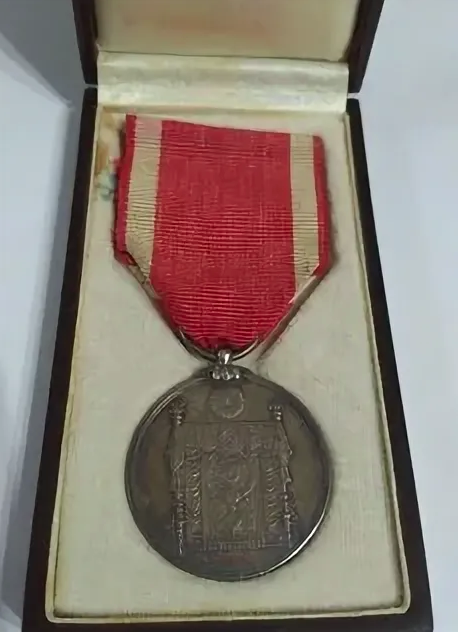
Медаль 2-го класу в футлярі
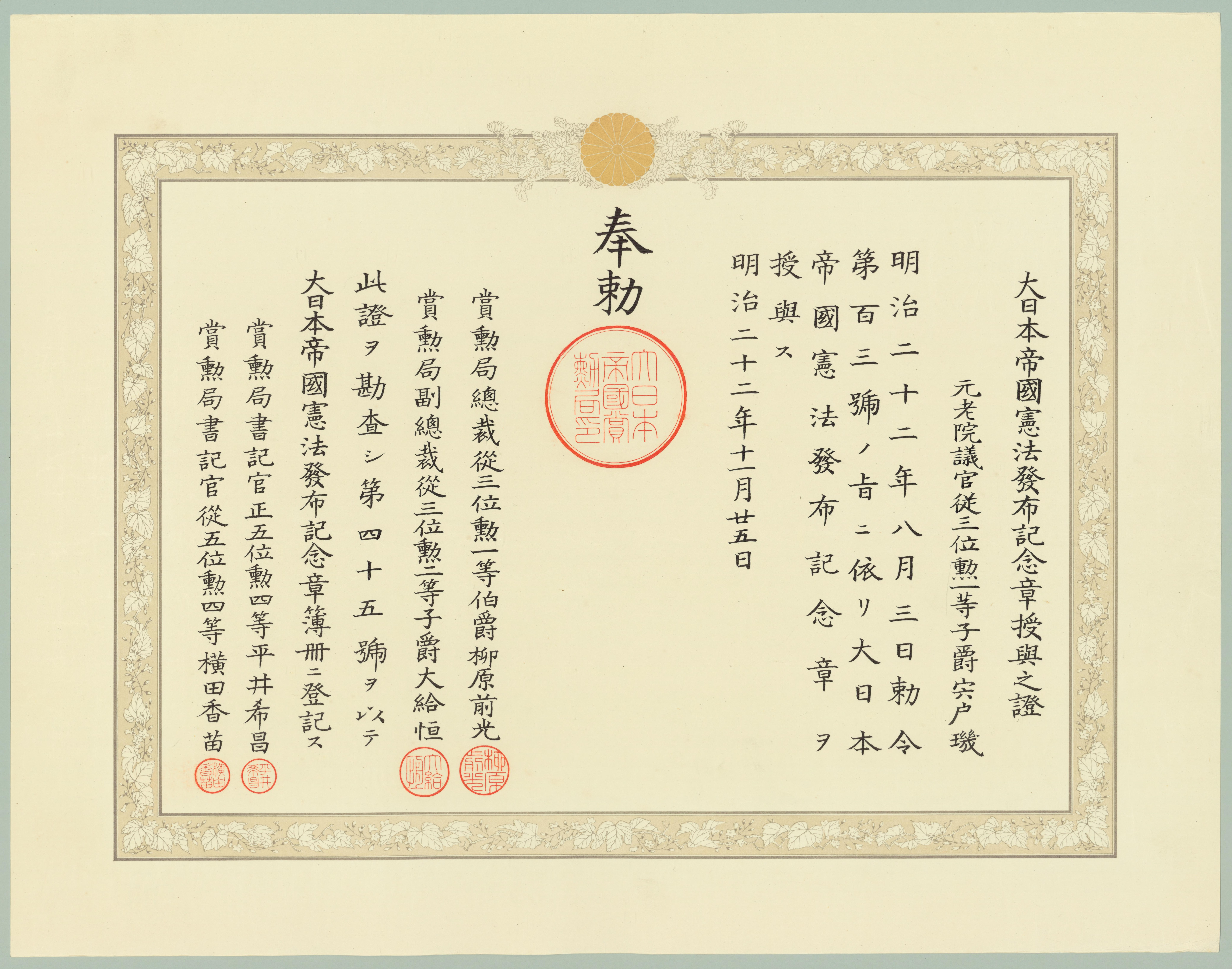
Нагородной лист медалі